# Abdulaziz Hatem
Abdulaziz Hatem (28 de outubro de 1990) é um futebolista catari que atua como meio-campo. Atualmente joga pelo Al-Rayyan.

## Títulos
Fonte:
Al-Arabi
- Copa Sheikh Jassem: 2008, 2010, 2011

Al-Gharafa
- Qatar Stars League: 2017–18, 2018–19

Catar
- Copa das Nações do Golfo: 2014
- Campeonato da Federação de Futebol da Ásia Ocidental: 2014
- Copa da Ásia: 2019, 2023